# Anavae

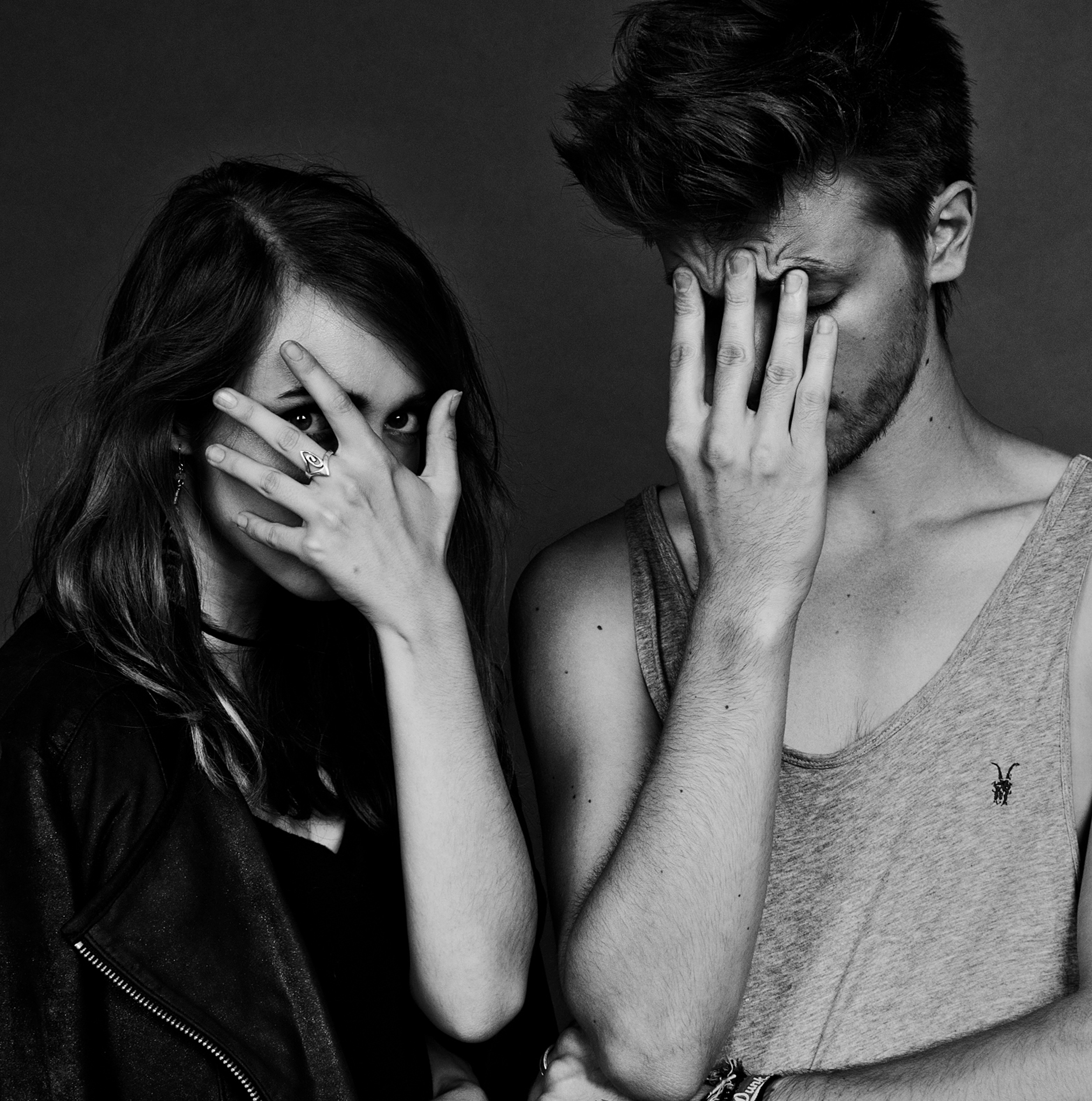
Rebecca Need-Menear a Jamie Finch, jádro skupiny.

Anavae je britská rocková skupina, původem z Londýna. Byla založená Rebeccou Need-Menearovou a Jamiem Finchem v roce 2011. Později se přidali další členové: Seb Gee, James Pearce, Josh Platt a Kris Hdoges.
V návaznosti na jejich samostatně vydané EP Into the Aether, podepsala kapela v roce 2013 smlouvy s nahrávací společností LAB Records a brzy poté vydala nové EP, Dimension. Hudební styl Anavae je velmi podobný stylu americké kapely Paramore, proto se jí občas říká "britská Paramore".

## Historie

### Zakládání kapely
Kapelu vytvořil Jamie Finch a hlavní zpěvačka Rebecca Need-Menear. Anavae brzy poté vydal čtyři upoutávky, včetně prvních singlů "World in a Bottle" a "Whatever The Case May Be". V květnu 2012 skupina vydala další tři skladby, které se spojily a staly se jejich prvním EP Into The Aether, který byl zveřejněn přes Bandcamp a dosáhl více než 10 000 stažení. Aerology, vydané 7. května 2012, je šestistopé remixové EP obsahující remixy hitů od jiných umělců.
Anavae ve svém vydání 19. srpna 2012 uvedl britský hudební týdeník Kerrang! Dále kapelu zviditelnila rockové televizní stanice (Scuzz; Kerrang TV [včetně Rock Show Alexa Bakermana]), hudební magazíny (Music Week; Big Cheese; americký Alternative Press), hudební zpravodajský zdroj AbsolutePunk.net či společnost Red Bull. Jejich hity jsou na platformách online služeb jako Spotify a VidZone.

### Spolupráce s LAB Record
V lednu 2013 bylo oznámeno, že skupina podepsala nahrávací smlouvu s britskou nezávislou značkou LAB Records, přičemž 10. února bude vydán EP Storm Chaser. Stejnojmenný úvodní song získal na žebříku UK Rock & Metal 33. místo.
Své první turné po Velké Británii dokončila kapela Anavae v dubnu 2013. O deset měsíců později spatřil světlo světa singl "Anti-Faith" a na 10. listopad bylo oznámeno vydání dalšího EP, Dimensions.
Většinu roku 2014 strávila kapela psaním písní. Dala o sobě vědět až 30. března 2015, kdy zveřejnila „Feel Alive“. Skladbu brzy začalo pouštět radio BBC Radio1.
Na začátku roku 2016 Anavae oznámila svůj podpis s druhou nahrávací společností, Eleven Seven/ Better Noise.
Svoje zatím poslední EP s názvem Are You Dreaming? nahrála kapela ve studiu Middle Farm, spolu s Peterem Milesem a Ianem Sadlerem z Emeline Studios.

## Členové
- Rebecca Need-Menear - zpěv
- Jamie Finch - kytara
- Josh Platt - kytara
- Seb Gee - bubny
- James Pearce - baskytara
- Kris Hdoges - baskytara, syntezátor

## Diskografie

### EP

#### Into The Aether
1. Exit Stage Left
2. Idle Minds
3. Sunlight Through A Straw
4. Zero Fidelity
5. Whatever the Case May Be
6. Invaesion
7. World In A Bottle
8. Ghosts in the Machine

#### Storm Chaser
1. Storm Chaser
2. Ghosts in the Machine
3. Aequilux
4. This Light
5. Storm Chaser Acoustic

#### Dimensions
1. Anti-Faith
2. Storm Chaser
3. The Wanderer
4. Hang Man
5. Aeon
6. Dream Catcher
7. Bring Me Down
8. Anti-Faith

#### Parallel Dimensions
1. Parallel Hang Man
2. Parallel Aeon
3. Dream Catcher - Acoustic
4. Bring Me Down - Acoustic

#### Feel Alive
1. Feel Alive
2. Instinct

#### Are You Dreaming?
1. All Or Nothing
2. Forever Dancing
3. Are We Alone?
4. Stay
5. Lose Your Love

### Remixová EP

#### Aerology
1. Wh4TEVER THE C4SE M4Y.//Be - Matt Knowles Remix
2. laequiluxl//. - Ransom & Locke Remix
3. -Z3R0* F1D3L1TY - Kris Hodges Remix
4. EY3l lD-0LL M]NDS - Blushing Bracket Remix
5. \^/0RLD [n ae B0++LE.. - Tom Sinclair Remix
6. INVae510N - Mirage Remix

### Music videa
| Rok  | Název                    |
| ---- | ------------------------ |
| 2011 | Whatever the Case May Be |
| 2012 | World in a Bottle        |
| 2012 | Invaesion                |
| 2012 | Sunlight Through A Straw |
| 2013 | Storm Chaser             |
| 2013 | Anti-Faith               |
| 2013 | The Wanderer             |
| 2014 | Anti-Faith Acoustic      |
| 2014 | Hang Man                 |
| 2015 | Feel Alive               |
| 2017 | All Or Nothing           |
| 2018 | Forever Dancing          |
| 2018 | Lose Your Love           |
| 2018 | Afraid                   |
| 2019 | High                     |
| 2019 | Not Enough               |